# Vranještica
Vranještica este un sat din comuna Kolašin, Muntenegru. Conform datelor de la recensământul din 2003, localitatea are 152 de locuitori (la recensământul din 1991 erau 239 de locuitori).

## Demografie
În satul Vranještica locuiesc 131 de persoane adulte, iar vârsta medie a populației este de 49,5 de ani (46,5 la bărbați și 52,8 la femei). În localitate sunt 57 de gospodării, iar numărul mediu de membri în gospodărie este de 2,67.
Această localitate este populată majoritar de sârbi (conform recensământului din 2003).
|  |

| Demografie | Demografie | Demografie |
| An         | Locuitori  | Locuitori  |
| ---------- | ---------- | ---------- |
|            |            |            |
|            |            |            |
|            |            |            |
|            |            |            |
| 1948       | 474        |            |
| 1953       | 512        |            |
| 1961       | 493        |            |
| 1971       | 451        |            |
| 1981       | 317        |            |
| 1991       | 239        | 238        |
| 2003       | 152        | 152        |

| \| Componența etnică conform recensământului din 2003[2] \| Componența etnică conform recensământului din 2003[2] \| Componența etnică conform recensământului din 2003[2] \| Componența etnică conform recensământului din 2003[2] \| Componența etnică conform recensământului din 2003[2] \| \| ----------------------------------------------------- \| ----------------------------------------------------- \| ----------------------------------------------------- \| ----------------------------------------------------- \| ----------------------------------------------------- \| \| \| \| \| \| \| \| Sârbi \| Sârbi \| \| 109 \| 71,71% \| \| Muntenegreni \| Muntenegreni \| \| 34 \| 22,36% \| \| necunoscută \| necunoscută \| \| 0 \| 0% \| |              |  |     |        |
| Componența etnică conform recensământului din 2003 |              |  |     |        |
| |              |  |     |        |
| Sârbi | Sârbi        |  | 109 | 71,71% |
| Muntenegreni | Muntenegreni |  | 34  | 22,36% |
| necunoscută | necunoscută  |  | 0   | 0%     |